# Hamulec elektryczny
Hamulec elektryczny to sposób połączenia uzwojeń silnika elektrycznego tak, by generował moment obrotowy hamujący. Zasadniczo są dwie metody:
- hamowanie dynamiczne
- hamowanie przeciwprądem

## Hamowanie dynamiczne
Hamowanie takie polega na odłączeniu od sieci prądu przemiennego uzwojenia stojana i zasilenie go prądem stałym. W uzwojeniu dzięki bezwładności wirnika powstaje SEM wskutek przecinania stałego (nieruchomego) pola magnetycznego wywołanego prądem stałym płynącym w uzwojeniu stojana. Pod wpływem SEM, w zamkniętym przez rezystancję R uzwojeniu wirnika popłynie prąd, który oddziaływając na pole stojana wywoła moment hamujący. Wadą takiego rozwiązania jest spadek momentu hamującego przy spadku prędkości obrotowej wirnika – sprawia to, że taki hamulec w wielu zastosowaniach jest wspomagany przez inny rodzaj hamulca.

## Zastosowania
W wielu napędach maszyn roboczych konieczne jest zastosowanie hamowania elektrycznego silników napędowych. Ten sposób hamowania może być wymagany w celu:
- zwiększenia bezpieczeństwa pracy osób prowadzących obsługę maszyn roboczych
- skrócenia czasu lub drogi wybiegu mechanizmów maszyn
- zatrzymania elementów roboczych maszyn w określonym położeniu
- oraz do skrócenia czasu jałowych okresów pracy między kolejnymi etapami procesu technologicznego

Typowe zastosowania hamulca elektronicznego:
- windy, dźwignice, żurawie
- piły, heblarki
- przenośniki
- podnośniki, suwnice
- pompy
- transportery wibracyjne

Układy hamulców dzieli się ze względu na:
- moc hamowanego silnika 1,1 – 160 kW
- napięcie pracy silnika 230 V lub 400 V
- czas hamowania (1 – 320 s)
- prąd hamowania
- obudowa IP00, IP20

Zasady doboru hamulca ze względu na:
- rodzaj i typ pracy
- napięcie zasilania silnika
- moc silnika
- prąd hamowania
- czas hamowania
- sposób sterowania

Dodatkowe funkcje:
- regulacja czasu hamowania
- kontrola temperatury silnika
- wskaźnik zatrzymania silnika
- wyświetlacz prądu hamowania
- sterowanie mikroprocesorowe
- wejścia sygnałowe oddzielone galwanicznie
- sygnalizacja przekroczenia czasu hamowania